# مستر میکر
مستر مِـیکِر (انگلیسی: Mister Maker) نام یک برنامه تلویزیونی انگلیسی و ویژه کودکان پیش‌دبستانی است که به سفارش «مایکل کارینگتون» در تلویزیون بی‌بی‌سی و برای پخش در کانالِ «سی‌بیبیز» ساخته شد.
نخستین قسمت این برنامه در سال ۲۰۰۷ پخش شد و علاوه بر کانال مذکور، در «بی‌بی‌سی وان» و «بی‌بی‌سی دو» نیز بر روی آنتن رفت.
این برنامهٔ، در ایالات متحده آمریکا و آمریکای لاتین، از شبکهٔ «دیسکاوری فامیلیا»، پخش می‌شود و به زبان اسپانیولی (و در کشور برزیل به زبان پرتغالی) دوبله شده است. در استرالیا نیز این برنامه از شبکهٔ «اِی‌بی‌سی ۲» پخش می‌شود.
این برنامه از بخش‌های انیمیشن، زنده، عروسکی و یک اسپین‌آف به نام «مستر مِیکر به شهر می‌آید» تشکیل شده است. نقش مستر میکر را «فیل گلگر» اجرا می‌کند و در هر قسمت، روش مبتکرانه‌ای برای ساخت اشیاء یا اسباب‌بازی‌های گوناگون بکار می‌گیرد و به کودکان می‌آموزد چگونه با استفاده از وسایل خیلی ساده در منزل، چیزهای جالبی بسازند.
«فیل گلگر» در سال ۲۰۰۹ میلادی برای اجرای این برنامه، نامزد دریافت «جایزهٔ بفتای کودکان» گردید.